# موتور داد محمد رهبر
موتور داد محمد رهبر (بالإنجليزية: Mowtowr-e Dad Mohammad Rahbar)‏ هي منطقة سكنية تقع في سيستان وبلوتشستان في إيران. يقدر عدد سكانها بـ 111 نسمة .